# Nutricionista animal

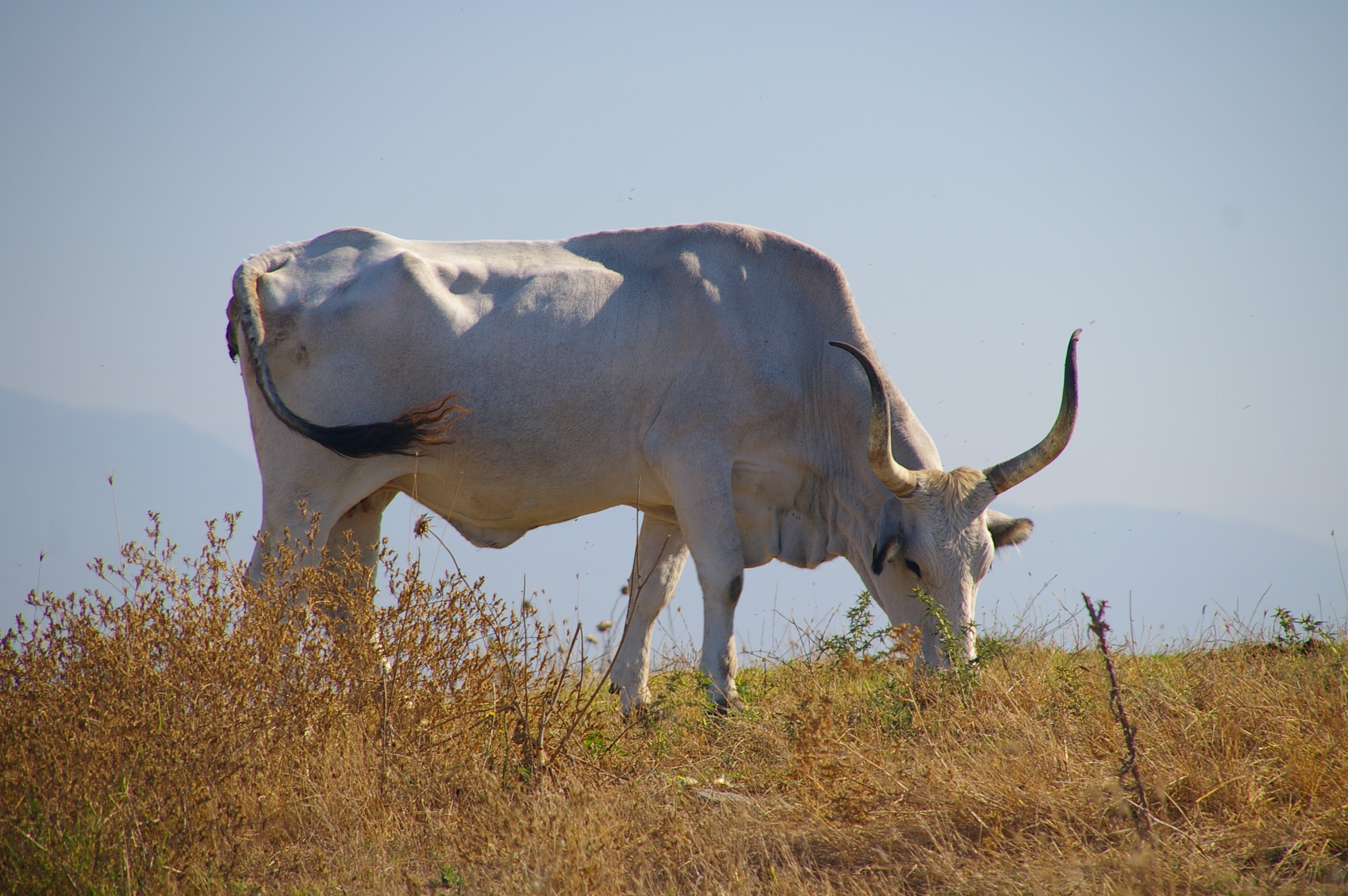
Los nutricionistas se encargan de la alimentación de animales domésticos, etc.

El nutriólogo o nutricionista animal es la persona que estudia la nutrición animal y se encarga de las necesidades dietéticas de los animales domésticos, de granja, de laboratorio y de zoológicos para prevenir, diagnosticar y curar sus enfermedades.
Su ambiente de trabajo incluye granjas, laboratorios o aulas y combina varias ciencias como química, física, bioquímica, matemática, etología, economía, procesado de alimentos y técnicas de reproducción animal.

## Áreas de empleo
- Evaluación del valor nutricional y químico de suplementos alimenticios, y forraje para ganado, peces, pájaros, caballos, etc.
- Desórdenes nutricionales y conservación de alimentos.
- Dietas y tamaño de las raciones.
- Dietas para la salud.
- Dietas para regímenes especiales en animales con enfermedades pasajeras o crónicas.
- Dietas para la reproducción.
- Estudios y análisis en laboratorios.
- Estrategias de mercadotecnia en alimentos.[1]